# Arne Månsson
Arne Bertil Månsson, född 11 november 1925 i Västra Skrävlinge församling i Malmö, död 11 januari 2003 i Fosie församling i Malmö, var en svensk fotbollsspelare, back, tvåfaldig svensk mästare för Malmö FF 1950 och 1951 och två gånger landslagsman. Han tillhörde den MFF-uppställning, som är lagets mest framgångsrika genom tiderna och som 1949–1951 i obruten följd spelade 49 matcher utan förlust.
Arne Månsson debuterade i Malmö FF redan 1944, men blev först från 1948 ordinarie i laget. Han spelade 252 allsvenska matcher för föreningen fram till 1955, omväxlande som vänster- och högerback.  
Hans spelstil utmärktes av snabbhet och passningsskicklighet och hans spänst som före detta gymnast gjorde honom till en utomordentlig huvudspelare. Hans insatser i VM-kvalmatchen mot Finland, seger med 1-0, fick till följd att han kom med i VM-truppen 1950. Efter den allsvenska karriären var han bland annat spelande tränare i Trelleborgs FF och Malmö BI. Månsson är gravsatt i minneslunden på Östra kyrkogården i Malmö.